# Graeme Ferguson
Pour les articles homonymes, voir Ferguson.
Graeme Ferguson, né le 7 octobre 1929 à Toronto, Ontario et mort le 8 mai 2021, est un producteur, réalisateur, directeur de la photographie, scénariste et acteur canadien. C'est aussi un coinventeur du système IMAX et cofondateur de la société IMAX Corporation.

## Filmographie
Comme producteur
- 1965 : Les Déesses de l'amour (The Love Goddesses)
- 1968 : The Virgin President
- 1971 : North of Superior (en)
- 1974 : Man Belongs to the Earth
- 1977 : Ocean
- 1977 : Nishnawbe-Aski: The People and the Land
- 1982 : Hail Columbia!
- 1985 : The Dream Is Alive
- 1990 : Blue Planet
- 1993 : Journey to the Planets
- 1994 : Destiny in Space
- 1994 : Into the Deep
- 1996 : L5: First City in Space
- 1997 : Mission to Mir
- 2006 : Deep Sea 3D

Comme réalisateur
- 1962 : The Seducers
- 1968 : The Virgin President
- 1971 : North of Superior
- 1972 : The Question of Television Violence
- 1974 : Snow Job (en)
- 1974 : Man Belongs to the Earth
- 1977 : Ocean
- 1982 : The Legend of Rudolph Valentino (vidéo)
- 1982 : Hail Columbia!
- 1985 : The Dream Is Alive

Comme directeur de la photographie
- 1965 : The Double-Barrelled Detective Story
- 1968 : The Virgin President
- 1971 : North of Superior
- 1972 : Exercise Running Jump II
- 1974 : Circus World
- 1977 : Ocean
- 1977 : Nishnawbe-Aski: The People and the Land
- 1982 : Hail Columbia!

Comme scénariste
- 1965 : Les Déesses de l'amour (The Love Goddesses)
- 1968 : The Virgin President

Comme acteur
- 1961 : Sail a Crooked Ship (en) de Irving Brecher : 1st Man